# Luigi Versiglia
Luigi Versiglia (Oliva Gessi, 5 giugno 1873 – Litouzui, 25 febbraio 1930) è stato un vescovo cattolico italiano, venerato come santo dalla Chiesa cattolica.

## Biografia
Monsignor Luigi Versiglia nacque ad Oliva Gessi il 5 giugno 1873.
All'età di dodici anni venne inviato a Torino, a studiare nell'istituto dei Salesiani di Don Bosco; allora non pensava ancora di divenire sacerdote, ma veterinario. Poco dopo Don Bosco morì, senza aver potuto avere un colloquio con il ragazzo, cui aveva anticipato di avere qualcosa di importante da dirgli. Questo tuttavia colpì molto Luigi, che nel 1889 entrò nella società salesiana. Frequentò la facoltà di filosofia all'Università Gregoriana di Roma, e a 22 anni fu ordinato sacerdote. L'anno dopo era direttore dei novizi salesiani a Genzano di Roma, ma la sua vera vocazione erano le missioni. Nel 1906 partì per la Cina: a Macao fu direttore spirituale della casa salesiana, dove espletò un intenso lavoro sia spirituale sia materiale, specie in favore degli orfani.
Nel 1920 fu nominato vescovo titolare di Caristo e vicario apostolico di Shiuchow, nella regione del Kwangtung, nel sud della Cina.
Erano tempi difficili, per i contrasti politici, le tensioni sociali, la diffusa criminalità. Qui il vescovo Versiglia continuò il suo lavoro, aprì scuole, seminari, apprezzato anche dai non cattolici.
Il 23 febbraio 1930 mons. Versiglia, insieme al giovane missionario Callisto Caravario, due maestri, le loro giovani sorelle e una catechista, partirono in barca per raggiungere la missione di Lin-chow, in una zona devastata dalla guerra civile. Il pericolo maggiore per i missionari cristiani era rappresentato dai guerriglieri comunisti e dai pirati. Una decina di banditi fermò la barca, chiedendo 500 dollari per lasciarla passare, minacciando di morte i passeggeri. Quando si accorsero delle ragazze a bordo, decisero di rapirle, ma mons. Versiglia e don Caravario cercarono di impedirlo con tutte le forze, tra le percosse dei briganti. Sopraffatti, furono condotti in un bosco vicino e lì fucilati. Le tre ragazze e i due giovani che erano con loro testimonieranno poi il coraggio e la serenità con cui il vescovo Versiglia e don Caravario affrontarono la morte. Persino uno degli esecutori avrebbe detto "Sono cose inspiegabili, ne abbiamo visti tanti… tutti temono la morte. Questi due invece sono morti contenti e queste ragazze non desiderano altro che morire…". Era il 25 febbraio 1930 a Litouzui.
Le tre ragazze furono liberate alcuni giorni dopo dall'esercito regolare.

## Culto
Mons. Luigi Versiglia e don Callisto Caravario furono dichiarati martiri nel 1976 da papa Paolo VI; papa Giovanni Paolo II li beatificò il 15 maggio 1983. Furono canonizzati, insieme con gli altri martiri cinesi, il 1º ottobre 2000.
La memoria liturgica ricorre il 25 febbraio.
Per ricordare il decennale della canonizzazione dei Santi Martiri Luigi Versiglia e Callisto Caravario, il 2 ottobre 2010 si tenne una fiaccolata dalla casa natale di san Luigi Versiglia alla chiesa parrocchiale; seguì un momento di preghiera presieduto dal cardinale Joseph Zen Ze-kiun, S.D.B., vescovo emerito di Hong Kong.

## Genealogia episcopale
La genealogia episcopale è:
- Arcivescovo François de Bovet
- Vescovo Jacques-Léonard Pérocheau, M.E.P.
- Vescovo Annet-Théophile Pinchon, M.E.P.
- Vescovo Félix Biet, M.E.P.
- Vescovo Célestin-Félix-Joseph Chouvellon, M.E.P.
- Vescovo Jean-Baptiste-Marie Budes de Guébriant, M.E.P.
- Vescovo Luigi Versiglia, S.D.B.